# Knjiga vrat
Knjiga vrat je staroegipčansko pogrebno besedilo iz obdobja Novega kraljestva (16. do 11. stoletje pr. n. št.). Knjiga pripoveduje o prehodu duše ravnokar umrlega v naslednji svet, kar ustreza potovanju sonca skozi podzemlje v nočnih urah. Od duše se je zahtevalo, da gre na različnih stopnjah potovanja skozi vrsto 'vrat'. Vsaka vrata so bila povezana z drugo boginjo in zahtevala, da duša pokojnika prepozna poseben značaj te boginje. Besedilo namiguje, da bodo nekateri ljudje šli skozi vrata nepoškodovani, drugi pa bodo trpeli muke v ognjenem jezeru.

## Človeške rase
Danes najbolj znan del Knjige vrat se nanaša na človeške rase, ki so jih poznali Egipčani. Delili so jih v štiri kategorije, ki so zdaj dogovorno označene kot "Reth" (Egipčani), "Aamu" (Azijci), "Nehesu" (Nubijci) in "Themehu" (Libijci). Njihovi predstavniki so upodobljeni v procesiji, ki vstopa v naslednji svet.
Besedilo in slike, povezane s Knjigo vrat, se pojavljajo v številnih grobnicah Novega kraljestva, vključno s faraonskimi od Horemheba (vladal 1319 ali 1306-1292 pr. n. št.) do Ramzesa VII. (vladal okoli  1136–1129 pr. n. št.). Nahajajo se tudi v  grobnici Senedža, delavca iz vasi Deir el-Medina, starodavne vasi umetnikov in obrtnikov, ki so gradili grobnice faraonov Novega kraljestva.
Boginje, navedene v Knjigi vrat, imajo različne  naslove in nosijo oblačila različnih barv, v vseh drugih pogledih pa so enake in imajo nad glavo peterokrako zvezdo. Večina boginj je značilnih za Knjigo vrat in se ne pojavljajo drugje v egipčanski mitologiji, zato se domneva, da je Knjiga vrat nastala zgolj kot sistem za določanje nočnega časa. Boginja pri vsakih vratih  je predstavljala glavne zvezde, ki so se pojavljale v tej uri.

## Sklica
1. ↑  Hornung, Erik. The Ancient Egyptian Books of the Afterlife (nemščina). David Lorton (prevajalev). Cornell University Press.
2. ↑  Wallis Budge, Ernest Alfred Thompson (1905). "Chapter VI: The Gate of Teka-Hra". The Book of Gates. str. 151.  Pridobljeno 22. oktobra  2015.